# Malcolm Sayer
Malcolm Sayer (Cromer, 21 maggio 1916 – 22 aprile 1970) è stato un designer automobilistico inglese, il cui nome è legato indissolubilmente alla produzione della casa automobilistica inglese Jaguar.

## Biografia

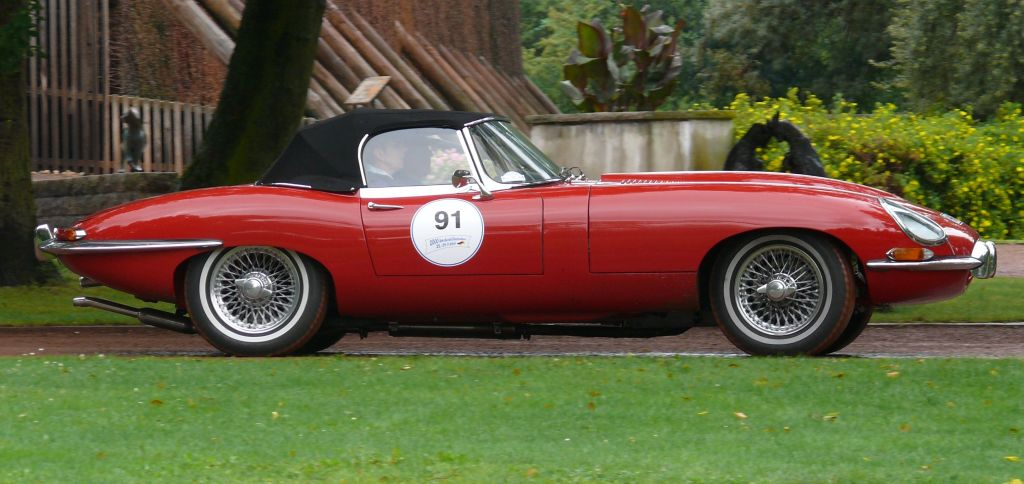
Jaguar E-Type

Nasce a Cromer, nella contea di Norfolk. La sua educazione di base si ebbe presso la Great Yarmouth Grammar School, mentre i suoi studi superiori avvennero al Loughborough College.

Terminati gli studi, il giovane Sayer trovò impiego presso la Bristol Aeroplane Company, dove rimase anche una volta scoppiata la Seconda guerra mondiale. Fu qui che Sayer apprese l'importanza dell'aerodinamica per un mezzo di trasporto, non solo nel settore del trasporto aereo, ma anche in quello terrestre.

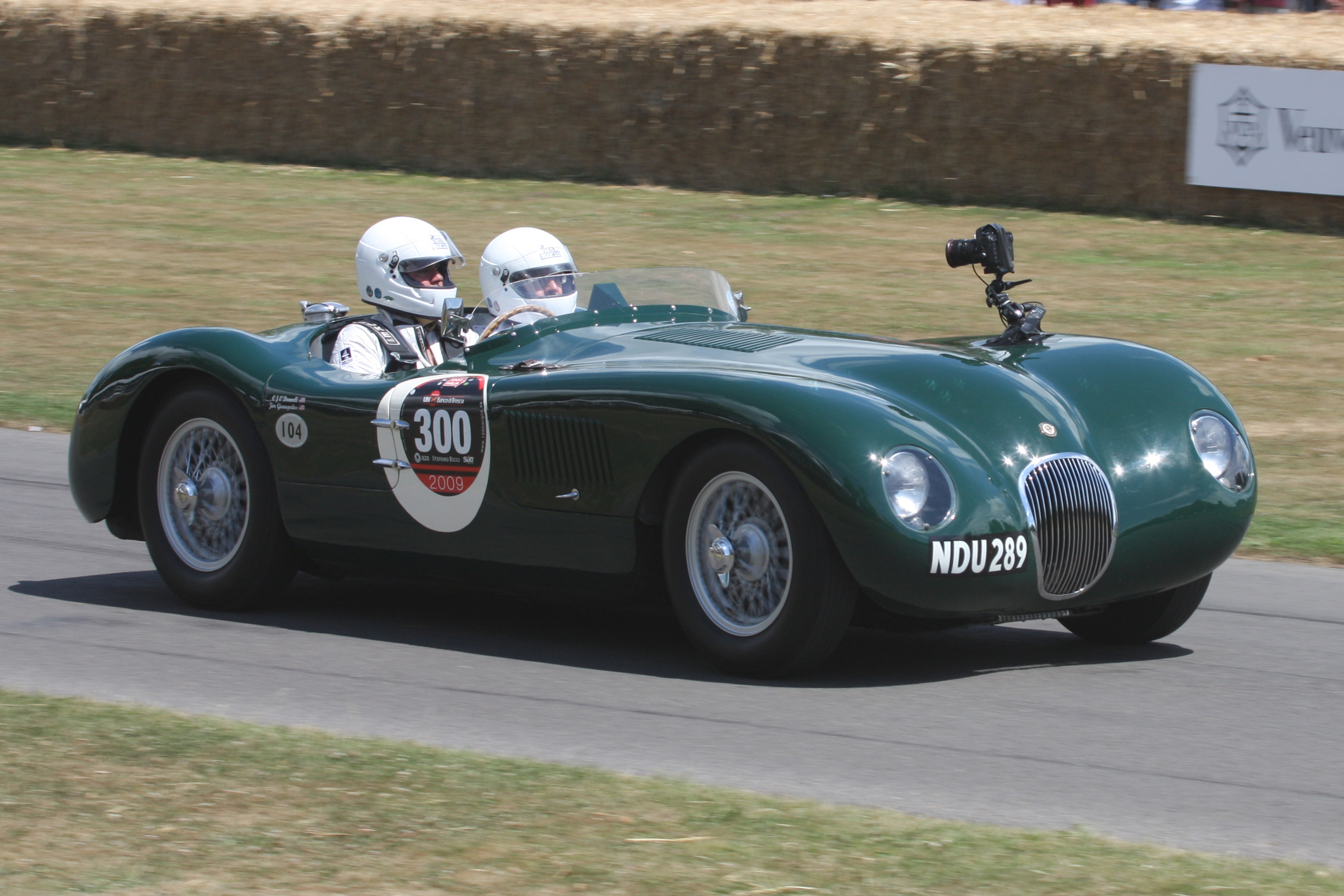
Jaguar C-Type del 1953

Nel 1947 Sayer convolò a nozze con Pat Morgan, dalla quale nacque una figlia l'anno seguente.
Sempre nel 1948, poco dopo essere divenuto padre, Sayer volò a Baghdad, in Iraq, dove svolse l'attività di docente presso la locale Università.
Nel 1950 egli tornò in madrepatria, dove l'anno seguente entrò nelle file della Jaguar, dando inizio ad una prolifica e duratura collaborazione con l'allora giovane casa inglese.
Nel 1953 nacque il secondo figlio di Sayer, mentre nel 1956 egli divenne padre per la terza volta, questa volta di un'altra bambina.
Tornando alla sua professione di designer presso la Jaguar, Sayer fu uno dei primi nel suo campo, se non addirittura il primo in assoluto, ad utilizzare formule matematiche per il disegno delle sue linee improntate all'aerodinamica.

## Modelli disegnati
Il talento di Sayer permise di realizzare, tra l'altro, i modelli:
- Jaguar C-Type;
- Jaguar D-Type;
- Jaguar E-Type;
- Jaguar XJ13;
- Jaguar XJS (messa in produzione dopo la morte dello stesso Sayer).